# Dosso Cascina
La cascina Dosso è una delle cascine storiche del comune di Borriana, insieme alle cascine Sedime Grande e Seniolo. 
Il nome "Dosso" della cascina deriva dal posizionamento della stessa sopra una collina di origine naturale, formatasi grazie all'evoluzione idrogeologica del torrente Oremo nel corso dei millenni. 
La data della sua costruzione non è certa, ma è possibile farla risalire anteriormente al XVIII secolo per via delle peculiari mura costruite in pietre disposte a spina di pesce.
La cascina Dosso è un punto di partenza per escursioni verso la Riserva naturale speciale della Bessa.